# Phyllogomphoides cepheus
Phyllogomphoides cepheus – gatunek ważki z rodziny gadziogłówkowatych (Gomphidae). Występuje na terenie Ameryki Południowej.